# Ruska revolucija 1905.
Ruska revolucija 1905. godine je naziv za revolucionarno gibanje koje je obuhvaćalo političke proteste, radničke nemire, pobune vojnika i organiziranje pobunjeničkih vlasti u nekim dijelovima Ruskog Carstva.
Nemiri - koji su uključivali štrajkove radnika, vojničke pobune i pljačke imovine ruralnih bogataša od strane seoske sirotinje - potrajali su do 1907. godine; do kada su umireni kombinacijom umjerenih političkih reformi i upotrebe državne prisile protiv buntovnika.
S početkom Prvog svjetskog rata i ratnih poteškoća, privremeno ugušeno nezadovoljstvo je probuđeno, te eskaliralo 1917. godine u srazmjeru s još većim ratnim, gospodarskim i socijalnim teškoćama u Rusiji, rezultiravši naposljetku uspostavom prvog komunističkog režima na svijetu.

## Okolnosti pred početak revolucije
Rusija se krajem 19. stoljeća postupno industrijalizirala i modernizirala, te je - kako je i inače pravilo s društvima koja postupno napuštaju tradicionalne oblike organizacije kakvu su postojali u stoljećima kada je poljoprivreda zahvaćala pretežni dio stanovništva i privrednih tijekova - bila izložena znatnim socijalnim napetostima i nesnalaženjima u tranziciji prema industrijskom društvu.
Seljaci su još od 1860.-ih godina bili oslobođeni od nekadašnjih feudalnih veza, ali je među njima u narednim desetljećima nastalo snažno socijalno raslojavanje, uzrokujući nezadovoljstvo onih koji su bili manje uspješni: mnogi siromašni seljaci su se jedva uspijevali prehraniti, radeći kod plemstva i bogatih seljaka. Mnoga područja su imala previše radno sposobnih seljaka za potrebe poljoprivrede, ali gospodarstvo nije stvaralo dovoljno radnih mjesta u novim djelatnostima; stoga su siromašni seljaci nerijetko radili za izrazito niske nadnice. U gradovima je radništvo bilo nerijetko nezadovoljno svojim socijalnim položajem, zabranom sindikalnog organiziranja i grubim gušenjem štrajkova. Zakon je propisivao maksimalno čak 11 i pol radnih sati dnevno, ali su radnici nerijetko morali raditi i duže od toga. Pripadnici etničkih manjina su imali dodatne razloge nezadovoljstva zbog individualne diskriminacije i nemogućnosti da njihovi narodi ostvare svoje nacionalne težnje. Radikalne socijalističke ideologije su se širile i nudile rješenja koja su se mnogima činila ostvarivima i privlačnima.
Od 1900. godine je Rusijom zavladala ekonomska kriza, te su propale mnoga poduzeća, povećavajući nezaposlenost. 
Liberali su u takvim okolnostima jačali zahtjeve za uvođenjem Ustavnog poretka umjesto carskog apsolutizma, a socijalisti su nudili socijalnu revoluciju. 
Car je reagirao obećanjem političkih reformi koji bi povećali ovlasti lokalnih vlasti koje će biti demokratski izabrani, te stanovitim reformama radnog zakonodavstva. 

## Kulminacija krize početkom 1905. godine
1905. godine se stanje u državi dodatno pogoršalo zbog ozbiljnog poraza Rusije u Rusko-japanskom ratu (1904. – 1905.): carska vojska je u Bitci kod Mukdena u veljači 1905. godine pretrpjela teški poraz uz gubitke od preko 80.000 vojnika.
Štrajku radnika u Sankt Petersburgu pokrenutom krajem 1904. godine ubrzo se pridužilo oko 150 tisuća radnika u mnogim poduzećima u tom gradu, zbog čega su 21. siječnja 1905. god. čak prestale izlaziti novine, te je prekinuta opskrba električnom energijom. U nedjelju 22. siječnja 1905. godine su radnici u mirnim demonstracijama došli do Zimskog dvorca, s namjerom da predaju peticiju Caru. U napetoj situaciji, te izgleda bez izričite zapovijedi, vojnici koji su čuvali Zimski dvorac započeli su pucati na demonstrante, pobivši njih najmanje dvije stotine. 
Taj je događaj - poznat pod imenom Krvava nedjelja - izazvao nemir među radništvom širom Rusije, a u Poljskoj se taj nemir povezuje i s nezadovoljstvom potlačenošću poljskog naroda pod Rusijom: čak 450.000 radnika iz dijela Poljske koji je pod ruskom vlašću stupa u opći štrajk; krajem siječnja je u nemirima na ulicama Varšave pobijeno preko 100 demonstranata. Slično je u Latviji, gdje je na ulicama Rige ustrijeljeno preko 130 nezadovoljnika carskom vlašću. Nezadovoljstvo i štrajkovi se nastavljaju, te je u listopadu 1905. godine u štrajkove bilo uključeni preko 2 milijuna radnika, te su skoro sve željezničke pruge su prestale s radom.

## Oružane pobune sredinom 1905. Oktobarski manifest
U redovima vojske i ratne mornarice je također postojalo veliko nezadovoljstvo, koje je svoju kulminaciju imalo u pobuni posade velike oklopnjače "Potemkin" u lipnju 1905. godine, u kojoj je sudjelovalo oko 800 mornara.
U mnogim krajevima nastaju neredi među seoskom sirotinjom, koja je nerijetko pješačila desetcima i stotinama kilometara daleko od kuće ne bi li našli kakav posao: na mnogim mjestima se događaju pljačke i palež bogatih plemićkih kuća.
Car napokon popušta, te u 14. listopada 1905. godine potpisuje Oktobarski manifest kojega su mu prezentirali liberali - predstavnici demokratski izabranih lokalnih vlasti okupljenih na Kongresu zemstava koji se održavao u Sankt Petersburgu. Car s nezadovoljstvom potpisuje dokument koji povećava broj osoba s pravom glasa, dozvoljava formiranje političkih stranaka i konstituira Dumu kao središnje zakonodavno tijelo - tj. počinje s procesom pretvaranja Rusije u suvremenu parlamentarnu monarhiju.

## Ljevičarska revolucija i njeno gušenje 1906. godine
Vrlo umjereni liberali su s ovim reformama iz listopada 1905. godine bili zadovoljni, ali socijalisti pozivaju na oružani ustanak. Na mnogim mjestima se radnici i vojnici odazivaju pozivu na pobunu, koju se guši ozbiljnom vojnom silom. Do travnja 1906. godine će u sukobima biti pobijeno preko 14 tisuća pobunjenika, a njih oko 75.000 je bačeno u zatvore.
Revolucija 1905. godine je time slomljena, ali je duh pobune protiv Carstva ostao živ u širokim slojevima nezadovoljnika, te će naposljetku dovesti do Oktobarske revolucije 1917. godine, nakon što Država bude oslabljena I. svjetskim ratom.

## Povezano
- Prva ruska revolucija (1905 - 1907)
- Ruska Republika
- Treća ruska revolucija

## Vanjske poveznice
Russian Revolution 1905., kod "History"